# Карпатське відділення Інституту геофізики імені С. І. Субботіна НАН України
49°47′52.74″ пн. ш. 24°0′33.80″ сх. д. / 49.7979833° пн. ш. 24.0093889° сх. д.
Карпатське відділення Інституту геофізики ім. С.І.Субботіна НАН України (КВ ІГФ) — відіграє значну роль у розвитку сейсмологічних, магнітотелуричних та геомагнітних досліджень у Карпатському регіоні. 
Відділення здійснює науково-методичне керівництво Карпатською дослідно-методичною партією, яка забезпечує проведення сейсмопрогностичних робіт на мережі геофізичних станцій у Карпатському регіоні, надає науково-технічну та методичну допомогу при виконанні спостережень та обробці даних.

## Історія
Історія бере початок від Львівського філіалу Інституту геофізики АН УРСР, реорганізованого у 1972 році у Львівський філіал математичної фізики, на основі якого у 1978 році був створений ІППММ. 

У Львівському філіалі ІГФ та КВ ІГФ у різні часи працювали відомі вчені: А.І.Балабушевич, А.П.Бондаренко, Т.З.Вербицький, С.І. Восанчук, І.Д.Гофштейн, В.І.Клушин, Г.І.Круглякова, М.І.Мельничук, Г.Л.Наумчик, Г.І.Петкевич, Р.С.Починайко, А.Х.Сергатюк, В.С.Сизоненко, В.І.Сомов, Б.В.Тимошин, В.Г.Кузнецова та ін. 

Першим керівником Відділення (з 1991 по 2003 рр.) був відомий український геофізик, доктор геолого-мінералогічних наук, професор Я.С.Сапужак. 
З 2003 по 2021 рр. Відділення очолював доктор фізико-математичних наук, професор, член-кор. НАН України В.Ю.Максимчук, ученим секретарем був кандидат фізико-математичних наук О.Я.Сапужак.
З 21.12.2021 р. директором КВ ІГФ НАН України є кандидат фіз.-мат. наук О.Я.Сапужак, ученим секретарем - кандидат геол. наук Р.С.Кудеравець, радником при дирекції - доктор фіз.-мат. наук, професор, член-кор. НАН України В.Ю.Максимчук.

## Напрямки діяльності
- дослідження просторово-часової структури геофізичних полів та їх зв'язків з глибинною будовою і сучасною геодинамікою літосфери Карпатського регіону
- розробка фізико-геологічних основ та нових геофізичних технологій прогнозування геологічного середовища та пошуків корисних копалин
- розробка теорії, методики та технічних засобів геофізичного моніторингу навколишнього середовища для прогнозування еконебезпечних геодинамічних процесів

## Визначні особистості
Значний внесок у створення і формування наукового обличчя Відділення, розвиток науки геофізики в цілому зробили такі відомі як в Україні, так і за її межами, наші українські вчені-геофізики доктор геолого-мінералогічних наук, професор Ярослав Станіславович Сапужак, кандидати геолого-мінералогічних наук Тарас Зиновійович Вербицький, Валентина Георгіївна Кузнецова, Анатолій Іванович Белінський.

## Міжнародне співробітництво
КВ ІГФ проводить активну роботу в галузі міжнародного наукового та науково-технічного співробітництва. Договори про співпрацю укладені з Інститутом геодинаміки Румунської Академії наук, Геофізичним Інститутом Словацької Академії наук, Інститутом геофізики Польської Академії наук, з Наро-Фомінським філіалом Всеросійського науково-дослідного інституту геофізичних методів розвідки, польськими Інститутом геодезії та картографії та Університетом Казіміра Великого у Бидгощі. З Інститутом геодинаміки Румунської Академії наук виконувались дослідження за спільним проектом "Динаміка та структура південно-західної окраїни Східно-Європейської платформи за геофізичними даними".
Відділення бере активну участь у міжнародній робочій групі Magnetic Network in Europe (MagNetE). Під егідою MagNetE розпочалось створення об'єднаної мережі геомагнітних станцій (пунктів) вікового ходу для вивчення глобальної структури вікових варіацій та розробки міжнародних еталонних моделей магнітного поля Землі. Спільно з Українським державним геологорозвідувальним інститутом та Інститутом геофізики НАН України протягом 2006-2007рр. на території України закладено 51 пункт вікового ходу.
Продовжується співпраця з Інститутом геофізики Польської Академії наук з проблеми вивчення транс-європейської шовної зони на території Польщі і України методом глибинних електромагнітних зондувань. Спільно з польськими науковцями та співробітниками Інституту геофізики ім.С.І.Субботіна НАН України побудовано двовимірні геоелектричні моделі земної кори та верхньої мантії вздовж регіональних профілів до глибини 40 км.
Протягом багатьох років проводяться спільні роботи з фізичного моделювання електромагнітних процесів із Всеросійським науково-дослідним інститутом геофізичних методів розвідки (м.Нарофомінськ, Росія), підтримуються прямі контакти з вченими Польщі (Інститут геофізики Польської Академії Наук, Інститут геодезії і картографії, Університет Казіміра Великого), Словаччини (Геодезичний Інститут Словацької Академії наук), США (Університет Юти, Солт-Лейк-Сіті), Фінляндії (Університет Оулу).

## Структура
У Відділенні працює 58 працівників, в тому числі: 21 наукових співробітники – 3 доктори наук і 13 кандидатів наук. При Відділенні діє аспірантура за спеціальністю "Геофізика", в якій навчається 4 аспірантів.

### Відділ динаміки магнітного поля Землі
Вивчають закономірності просторово-часової структури вікових геомагнітних варіацій та часових змін локального магнітного поля, їх зв'язків з сучасними геодинамічними процесами в літосфері, використання цих даних для пошуків родовищ корисних копалин.

### Відділ методів сейсмотектонічних досліджень
Вивчають та розробляють фізично-теоретичні основи сейсмодеформаційних методів дослідження літосфери і сучасної геодинаміки земної кори, механізми їх впливу на процеси формування вогнищ землетрусів і варіації геофізичних полів.

### Відділ геоелектромагнітних методів
Займаються розробкою теоретичних та експериментальних основ і технічних засобів новітніх технологій геоелектрики та їх застосування для вивчення структури та динаміки земної кори, розвідки і пошуку родовищ вуглеводнів, вирішення інженерно-геологічних і екологічних задач.

### Карпатська дослідно-методична геофізична партія
На режимних геофізичних станціях (РГС) "Нижнє Селище", "Тросник", "Мукачеве", "Берегове", "Брід" проводяться режимні геофізичні спостереження: 
- деформографічні
- електрометричні
- сейсмологічні
- геомагнітні
- геотемпературні
- акустоемісійні
- електромагнітні
- метеорологічні.

## Досягнення
- На основі багаторічних режимних спостережень на Карпатському геодинамічному полігоні, в динаміці магнітного поля виявлено аномальні ефекти різної тривалості та походження: квазілінійні трендові зміни магнітного поля тектонічного походження, сезонні аномалії, які пов'язані з екзогенними явищами та епізодичні зміни, викликані підготовкою місцевих землетрусів.

- Розроблено методику інтерпретації часових змін модуля повного вектора магнітного поля на основі п'єзомагнітного та електрокінетичного ефектів. Методика була успішно застосована при проведенні тектономагнітних досліджень для вивчення активних тектонічних структур на Північному Кавказі, у Закарпатському прогині, Дніпровсько-Донецькій западині.
- Розроблено параметричний сейсмогеоакустичний метод – метод параметричного прийому та реєстрації пружних хвиль у гірських породах (авторське свідоцтво №1753292, 1991р., патент України №15547, 1997р.) та сейсмогеоакустичну апаратуру – дослідні зразки цифрових вимірювально-реєструючих комплексів АЦГК-1, АЦГК-1/01, АЦСГК-2.

- Розроблено методику розв'язання прямої динамічної задачі сейсміки в шаруватому середовищі для джерела сейсмічних хвиль, що моделюється тензором сейсмічного моменту.

- Методами магнітотелуричних зондувань та магнітоваріаційного профілювання встановлено основні риси геоелектричного розрізу тектоносфери Карпатського регіону. Виділено Карпатську аномалію електропровідності, що зумовлена зміною потужності осадового чохла та неоднорідністю його сумарної провідності, а також коровим провідним включенням.

- Розроблено технологічні засоби електромагнітного зондування природними (магнітотелуричні) і штучними (частотні, становленням) полями, що дозволяють виконувати весь цикл електророзвідувальних робіт і вивчати глибинну будову Землі починаючи від поверхні до високопровідної мантії.

## Публікації
1. Результати багаторічних досліджень на Карпатському полігоні представлено у монографії "Дослідження сучасної геодинаміки Українських Карпат" під редакцією В.І.Старостенка (Київ, Наукова думка, 2005).
2. У 2004р. за роботу "Динаміка аномального магнітного поля Землі" В.Ю.Максимчуку, Ю.М.Городиському, В.Г.Кузнєцовій була присуджена премія НАН України ім.С.І.Субботіна. Результати досліджень Карпатського відділення ІГФ висвітлено у 6-ох монографіях :
  1. Журавчак Л.М., Грицько Є.Г. Метод приграничних елементів у прикладних задачах математичної фізики. – Львів: Карпатське відділення Інституту геофізики НАН України, 1996. – 220 с.
  2. Warsaw university of technology institute of geodesy and geodetic astronomy Geodynamics of Northern Carpathians Cei cergop Study Group No.8 "Geotectonic Analisis of the region of Central Europe" Reports on geodesy No.6(36), 1998.- 162p. (зміст)
  3. Валентин Максимчук, Юрій Городиський, Валентина Кузнєцова Динаміка аномального магнітного поля Землі. – Львів: Євросвіт, 2001. – 308 с.
  4. Электромагнитные проявления геофизических эффектов в Антарктиде / Под ред. Л.Н.Литвиненко, Ю.М.Ямпольского. – Харьков: Радиоастрономический ин-т НАН Украины. 2005. – 343 с.
  5. В.Ю.Максимчук, В.Г.Кузнєцова, Т.З.Вербицький та ін. Дослідження сучасної геодинаміки Українських Карпат / За редакцією В.І.Старостенка. Проект "Наукова книга". – Київ: Наукова думка, 2005. – 255 с.
  6. В.М.Кобзова, С.А.Дещиця, Б.Т.Ладанівський, І.П.Мороз Фізичне моделювання електромагнітних полів у геологічному середовищі. Проект "Наукова книга". – Київ: Наукова думка, 2008. – 167 с.
3. Відділення бере активну участь у підготовці та виданні фахового наукового журналу «Геодинаміка»